# Rasim
Rasim je moško osebno ime.

## Izvor imena
Rasim je muslimansko ime, ki izhaja iz turškega imena Rāsim, to pa iz arabske besede rāsim v pomenu besede »pisar;  zapisovalec; risar; slikar«. V Sloveniji imajo imeni Rasim, Rasima muslimanski priseljenci in priseljenke ter njihovi potomci in potomka.

## Različice imena
- moška različica imena: Rasi
- ženski različici imena: Rasima, Rasma

## Pogostost imena
Po podatkih Statističnega urada Republike Slovenije je bilo na dan 31. decembra 2007 v Sloveniji število moških oseb z imenom Rasim: 382.